# Interkulturálisérzékenység-fejlesztési modell
Az interkulturálisérzékenység-fejlesztési modell (Development Model of Intercultural Sensitivity) Milton J. Bennett szellemi terméke. Ebben az értelemben kultúraként nem csak a nemzeti kultúrákat értelmezhetjük, hanem a nemi, életkori, szakmai stb. vonalon megjelenőket is. A modell az interkulturális kompetencia hat szintjét különbözteti meg:
1. Tagadás: Nem ismerjük el, hogy a másik kultúrája a mienktől eltér.
2. Védekezés: Észleljük a különbséget, de ez védekezést vált ki belőlünk. Sztereotípiákban gondolkozunk, amiket háromféleképp is alkalmazni tudunk:
  - Lenézés: Lenézzük a másik kultúrát.
  - Felsőbbrendűség: Magasabb rendűként értékeljük a saját kultúránkat.
  - Önlebecsülés: Ez a másik véglet: hasraesünk a másiktól, rosszabbnak ítéljük a sajátunkat.
3. Minimalizálás: Érzékeljük a különbségeket, de a jelentőségét nem ismerjük el. „Végtére is mind ugyanolyanok vagyunk.”
4. Elfogadás: Tiszteletben tartjuk a másik értékeit.
5. Alkalmazkodás: Felismerjük a többféle kulturális megközelítésben rejlő lehetőségeket. Két fokozata:
  - Empátia: Bele tudjuk élni magunkat a másik helyzetébe.
  - Pluralizmus: Otthonosan mozgunk a kultúrában.
6. Integráció: Aktív résztvevőivé tudunk válni a másik kultúrájának, a dolgokat több kulturális perspektívából is meg tudjuk vizsgálni. Egy bizonyos szintjén már egyik kultúrát sem érezzük igazán a sajátunknak.

Az első három szint az etnocentrizmusé. Ebben az állapotban az egyén vagy felismeri a kultúrákból adódó különbségeket, vagy nem, de mindenképp a maga értékrendjét tartja mérvadónak, a másikat próbálja a maga kultúrájához igazítani. A másik három szint viszont már az etnorelativizmus tere: az ember megérti, hogy a másik kultúrája a magáéval egyenrangú, és a sajátját is viszonylagosan kezeli. A kulturális eltérésekből adódó problémák kezelésére már nem csak a másik, hanem a saját viselkedésének megváltoztatásán is gondolkozik.

## Külső hivatkozások
- On becoming a Mediator (doc) (angolul)
- DMIS explains cultural differences and intercultural communication (angolul)